# بوکاراسیکا
بوکاراسیکا (انگلیسی: Bucarasica) نام یک منطقه مسکونی در کلمبیا است.